# Remarquable Curiosa

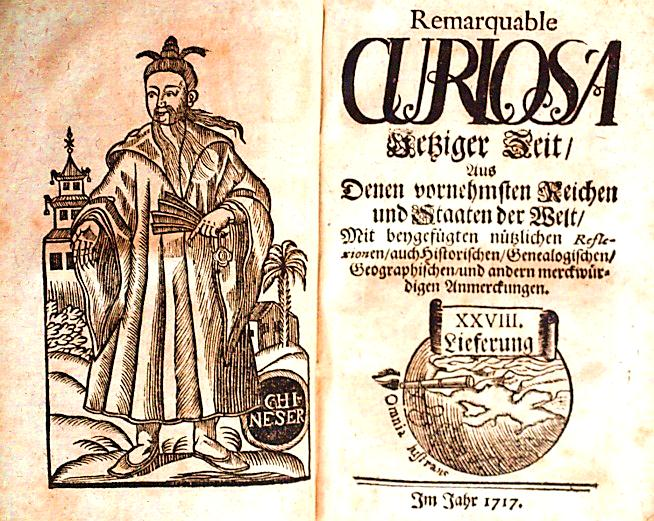
Titelblatt der Zeitschrift Remarquable Curiosa mit Holzschnitt-Darstellung eines Chinesen 1717, Verlag Johann Michael Funcke, Erfurt

Die Remarquable Curiosa war eine zwischen 1715 und 1727 im Erfurter Verlag des Universitätsbuchdruckers Johann Michael Funcke (1678–1749) regelmäßig in insgesamt 205 Lieferungen erschienene, 32-seitige und mit Holzschnitten illustrierte frühmoderne Zeitschrift im Oktav-Format.

## Geschichte
Der Drucker und Verleger Funcke führte hauptsächlich Hausväterliteratur (z. B. Kalender oder Ratgeber), Historien, naturwissenschaftliche, geographische und astronomische Bücher. Zudem bereicherten eine Anleitung zur Erlernung von Musikinstrumenten sowie literarische, geographische, historische oder politische Journale das Verlagssortiment. Des Weiteren bestand die Möglichkeit bei Funcke in Erfurt im Haus zur Lauenburg (Große Arche Nr. 2) eine Kalenderscheibe, einen dosenförmigen Kompass mit Horizontaluhr, eine Sonnenuhr oder eine sogenannte Wettermaschine zu erwerben. Als bedeutende Werke, welche Funckes Druckerpresse in alle Welt verließen, sind Elephantographia Curiosa  von Hartenfels und Kniphofs Botanica in Originali zu nennen.
Im vollständigen Band des ersten Jahrgangs (1715) ANNI CURIOSI VOLUMEN I. lautete der Titel Auserlesene Und Remarquable CURIOSA, Auf das Jahr nach Christi Geburth MDCCXV. Aus denen vornehmsten Reichen und Staaten der Welt, In zwölff Lieferungen gesammlet, Mit nützlichen Historischen, Geographischen und Genealogischen Anmerckungen erläutert, und nebst einem Register ausgefertiget Von GEORGIO TOBARIO.
Wer die redaktionelle Bearbeitung der ersten fünf Lieferungen der Remarquablen Curiosa besorgt hatte, ist bislang unbekannt. Von der VI. Lieferung 1715 bis zu seinem Amtsantritt als Pfarrer 1720 gab der Geograph Johann Gottfried Gregorii unter den an seinen Geburtsort Toba angelehnten Pseudonym Tobario dieses Presseorgan der Frühaufklärung heraus. Das Journal speiste sich in den ersten fünf Jahren inhaltlich überwiegend aus eingehenden auswärtigen Nachrichten und den Schriften von Gregorii, der aus seiner Bearbeitung der zweiten Edition der Beschreibung des gantzen Welt-Kreises des Franzosen Alain Manesson Mallet die Abbildungen der Nationalitäten entlehnte. Stil und Inhalt wurden modernisiert, als ab 1720 ein neuer Herausgeber unter dem wegen Mehrfachgebrauch schwer aufzulösenden Pseudonym Poliander auftrat.
1730 würdigte der Herausgeber des Nachfolgejournals und spätere Präsident der Leopoldina, Andreas Elias Büchner alias Biantes in der Vorrede seiner Allerneuesten Staats-Geschichte die Kontinuität und Beliebtheit der Remarquablen Curiosa, welche um 1720 bis zu 1000 Leser im Vertrieb durch Postkuriere oder im Verlag erreicht hatte.

## Inhalt
Das Journal bot der Leserschaft zunächst Nachrichten aus aller Welt (z. B. Amerika), Europa (häufig England, Frankreich, Polen, Russland und Schweden), Deutschland, Sachsen und Thüringen in entsprechender Reihenfolge. Zusätzlich zur Schilderung von Staats-Affairen, wirtschaftlichen und kulturellen Begebenheiten lieferten die periodischen Drucke eine Art Kriegsberichterstattung, Katastrophenberichte (z. B. der Brand des Erfurter Domes im Jahr 1717), genealogische Nachrichten (z. B. Geburt der späteren Kaiserin Maria Theresia oder die Lebensgeschichte von Zar Peter I.) und Berichte über allerhand Kuriositäten, wie die Schenkung des Bernsteinzimmers durch den preußischen Soldatenkönig Friedrich Wilhelm an Zar Peter I. oder die Zurschaustellung eines Affen in Erfurt. Berichte über Erfindungen, wie z. B. über das Perpetuum mobile von Just Heinrich Mangold (gest. 1742),  Professor an der Universität Rinteln, dürften das Lesepublikum ebenso interessiert haben. Im Jahr 1719 erschien eine Auflistung der Mitglieder der Preußischen Akademie der Wissenschaften zu Berlin. Gelegentliche Buchbesprechungen (z. B. der ersten deutschen Ausgabe von Robinson Crusoe) und Eigenwerbung des Verlages Funcke oder des Herausgebers Gregorii (z. B. ATLAS PORTATILIS) dienen bis heute als wertvolle Quelle für Literaturrecherchen.